# Rosalie Wilkins
Pour les articles homonymes, voir Wilkins.
Rosalie Catherine Wilkins, baronne Wilkins, née le 6 mai 1946 et morte le 1er décembre 2024, est une femme politique britannique du parti travailliste.

## Biographie
Rosalie Wilkins est membre du Conseil central des services de santé de 1974 à 1976, du Conseil consultatif général de la BBC de 1976 à 1978 et du Groupe consultatif du Prince de Galles sur le handicap de 1982 à 1990. Elle est également présidente du Collège des ergothérapeutes de 2003 à 2008.
Le 30 juillet 1999, elle est faite pair à vie avec le titre de baronne Wilkins, de Chesham Bois dans le comté de Buckinghamshire. Elle démissionne le 23 juillet 2015.
Elle meurt le 1er décembre 2024.